# Hybomitra ivoi
Hybomitra ivoi är en tvåvingeart som först beskrevs av Travassos Dias 1964.  Hybomitra ivoi ingår i släktet Hybomitra och familjen bromsar.
Artens utbredningsområde är Angola. Inga underarter finns listade i Catalogue of Life.